# Grünvolumenzahl
Grünvolumenzahl (kurz GVZ) ist ein Begriff aus der Landschaftsplanung und bezeichnet das Produkt von vegetationsbestandener Fläche (z. B. die Grundfläche eines Waldes) und der Vegetationshöhe.
Im 1984 von der Hamburger Umweltbehörde veröffentlichten „Gutachten - Werte für die Landschafts- und Bauleitplanung“ wurde erstmals die Möglichkeiten für Festsetzungen einer so genannten Bodenfunktionszahl und Grünvolumenzahl untersucht mit dem Ziel, diese als Normative in der räumlichen Planung zu etablieren. 

## Relevanz
Die Grünvolumenzahl ist als Richtzahl zur Festlegung stadtklimatischer Qualitätsziele in Bezug auf die Luftfeuchte relevant, da diese nicht nur durch den Klimafaktor Versiegelung (festgelegt über den Versiegelungsgrad), sondern auch durch Vegetation beeinflusst wird. Dabei ist nicht Grundfläche der Vegetation entscheidend, sondern ihre Oberfläche, da über sie die Menge der luftfeuchtesteigernden Evapotranspiration geregelt wird. Die Grünvolumenzahl ist ein Versuch, die anderweitig schwer ermittelbare Vegetationsoberfläche als Maßzahl in die Planung miteinfließen zu lassen. 

## Beispiele
- Ein Waldstück mit einer Grundfläche von 100 m² und einer Gesamthöhe von 8 m besitzt eine Grünvolumen von 800 m³
- Eine Wiese mit einer Grundfläche von 100 m² und einer Gesamthöhe von 0,10 m besitzt eine Grünvolumen von 10 m³